# 显脉野木瓜
显脉野木瓜（学名：Stauntonia conspicua）是木通科野木瓜属的植物，是中国的特有植物。分布于中国大陆的浙江等地，生长于海拔1,300米至1,600米的地区，常生长在山坡密林中，目前尚未由人工引种栽培。